# ¿Dónde vas, triste de ti?
Série
Tu seras reine
(1959)
Pour plus de détails, voir Fiche technique et Distribution.
¿Dónde vas, triste de ti? est un film historique espagnol réalisé par Alfonso Balcázar, sorti en 1960.
C'est la suite de Tu seras reine (¿Dónde vas, Alfonso XII?) sorti en 1959. Le style du film est similaire avec celui de la série de films Sissi impératrice.

## Synopsis
Après la mort de la reine Mercedes, la première épouse d'Alphonse XII d'Espagne, se pose le problème de la succession. Alphonse doit se concentrer sur les domaines gouvernementaux pour assurer la stabilité politique. C'est un roi très populaire et respecté par les Espagnols, mais la monarchie a besoin d'un héritier, et le roi est promis à Marie-Christine de Habsbourg-Lorraine, archiduchesse d'Autriche. C'est un mariage sans amour, même si Marie-Christine n'est pas insensible. 

## Fiche technique
- Réalisation : Alfonso Balcázar
- Scénario : Juan Ignacio Luca de Tena, Luis Marquina, Miguel Cussó
- Producteurs : Alfonso Balcázar, Francisco Balcázar, Eduardo Manzanos Brochero
- Photographie : José F. Aguayo
- Montage : Sara Ontañón
- Musique : Guillermo Cases
- Procédé couleur : Eastmancolor
- Production : Balcázar Producciones Cinematográficas
- Durée : 99 minutes
- Date de sortie : 17 avril 1960

## Distribution
- Vicente Parra : Alphonse XII
- Marga López : Marie-Christine
- José Marco Davó : Antonio Cánovas del Castillo
- Marta Padovan : l'infante Isabelle
- Tomás Blanco : le duc de Sesto
- María Fernanda Ladrón de Guevara (es) : Isabelle II
- Ana María Custodio : la duchesse de Montpensier
- Francisco Arias
- Rafael Bardem : Docteur Federico Rubio y Galí
- Rosita Yarza
- Mario Morales
- María Dolores Cabo
- Antonio Jiménez Escribano
- Felip Peña
- Manuel Insúa
- José Sepúlveda : Damián
- Josefina Serratosa
- José Morales
- Consuelo de Nieva
- Carolina Jiménez
- Mario Bustos
- José Vidal
- Salvador Muñoz
- Mario Beut
- Rafael Calvo
- Gonzalo Medel
- Amalia Sánchez Ariño
- Ramón Hernández
- Marta Novar
- Alejo del Peral
- Carmen Aroca
- Juan Eulate : Novaleches
- Camino Delgado
- Julia Pachelo
- José Cuenca
- Carmen Lozano
- Lolita de Málaga
- Manuel Ausensi
- Miguel Aguerri